# Acrotomodes sporadata
Acrotomodes sporadata là một loài bướm đêm trong họ Geometridae.